# Đački ferijalni klub Slavija Đakovo
Đački ferijalni klub Slavija (Hrvatski srednjoškolski nogometni klub, Đakovački ferijalni nogometni klub, Đački ferijalni klub) bio je nogometni klub iz grada Đakova. 

## Povijest
Osnovan oko 1910. godine. Djelovala za đačkog slobodnog vremena, t.j. preko ljetnih praznika. Predsjednik kluba bio je Kraišić, a tajnik Pero Gazapi. Klub nije imao potvrđena pravila. Djelovanje je ovisilo o đacima i nije djelovao kad bi se igrači razišli na daljnje studije. Rad kluba zabilježio je Slavonski športski list.